# Vavřín
Vavřín (Laurus) je rod dřevin z čeledi vavřínovitých. Jsou to stromy s jednoduchými střídavými listy a drobnými pravidelnými květy v okolíkovitých květenstvích. Plodem je peckovice. Rod zahrnuje pouze 3 druhy a je rozšířen ve Středomoří a v Makaronésii.
Vavřín vznešený je používán jako koření (bobkový list) a léčivá rostlina. V ČR se pěstuje jako kbelíková rostlina.

## Popis
Vavříny jsou stálezelené nevysoké stromy se střídavými jednoduchými listy se zpeřenou žilnatinou. Květy jsou pravidelné, jednopohlavné, uspořádané v úžlabních, stopkatých pseudookolících na zkrácených olistěných výhonech. Okvětí má krátkou trubku a je zakončené 4 laloky. V samčích květech je 8 až 30 tyčinek ve 3 kruzích. Samičí květy obsahují několik staminodií a semeník s krátkou čnělkou. Semeník obsahuje jedinou komůrku s jedním vajíčkem. Plodem je vejcovitá peckovice s drobnou číškou na bázi.

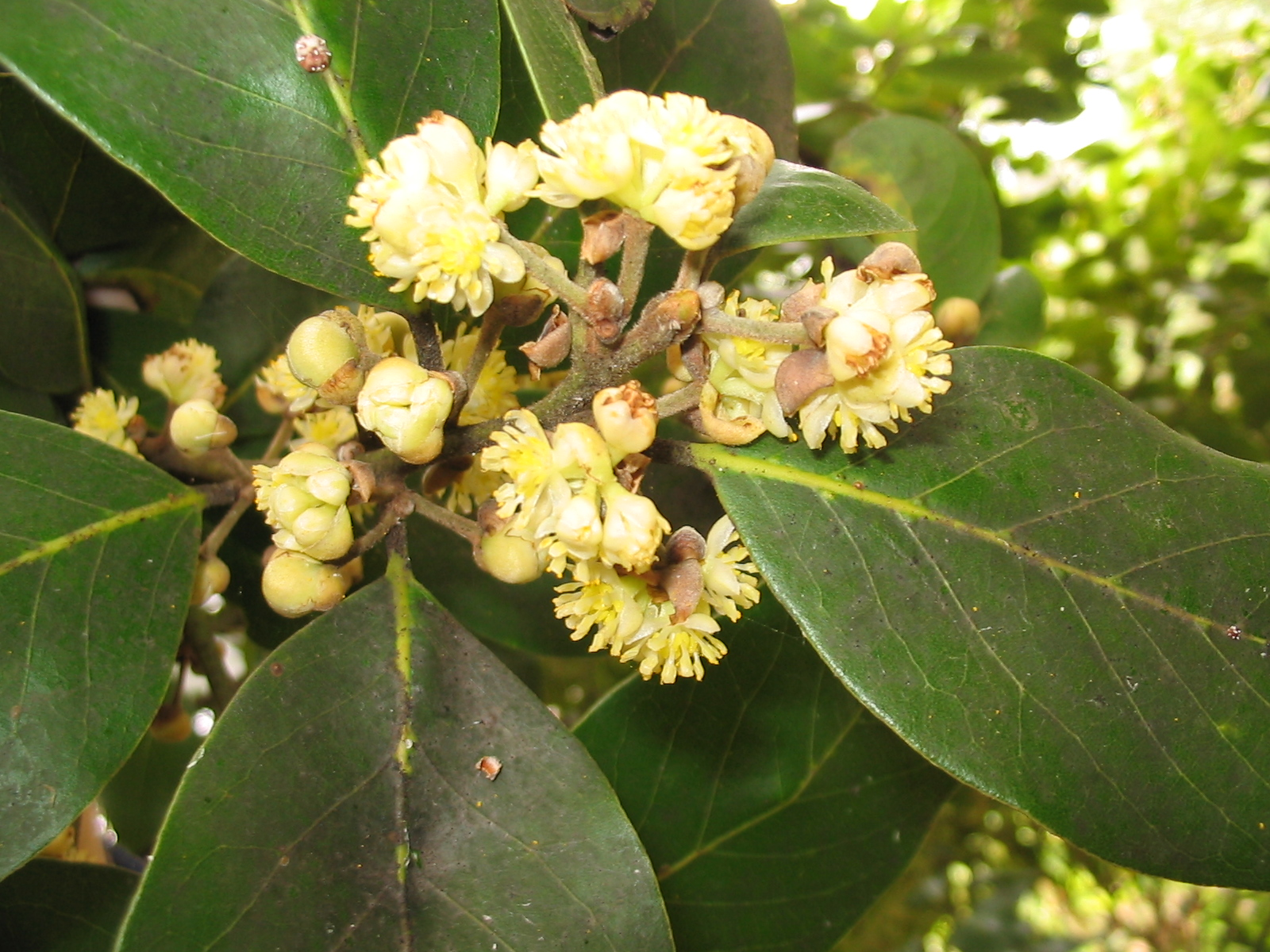
Květenství vavřínu azorského

## Rozšíření
Rod vavřín zahrnuje pouze 3 druhy.
Vavřín vznešený je charakteristickou složkou středomořských tvrdolistých lesů. Naproti tomu oba makaronézské druhy rostou ve vlhčích subtropických lesích, známých jako vavřínové lesy, kde tvoří jednu z hlavních složek stromové vegetace spolu s dalšími zástupci vavřínovitých (obaleň páchnoucí, hruškovec Persea indica, Apollonias barbujana), dále např. s voskovníkem Morella faya, cesmínou kanárskou a jochovcem stromovitým.

## Ekologické interakce
Květy vavřínů jsou opylovány hmyzem.
Semena rozšiřují různí ptáci, kteří konzumují výživné plody.
Plody vavřínu vznešeného jsou v jižní Evropě v podzimním a zimním období důležitým zdrojem potravy zimující pěnice černohlavé.
Ve Středomoří nejsou vavříny význačnými živnými rostlinami motýlích housenek. V listech vavřínu kanárského na Kanárských ostrovech minují housenky drobných můr Caloptilia laurifoliae a Caloptilia staintoni z čeledi vzpřímenkovití. Vavřín je pěstován jako okrasná a užitková rostlina v tropech a subtropech různých kontinentů a příležitostně se na nich vyvíjejí housenky exotických motýlů, jako je otakárek Graphium sarpedon v Asii, Papilio scamander v Brazílii, nebo martináči Callosamia angulifera a Callosamia securifera v Severní Americe.
Vavřín kanárský je na Kanárských ostrovech a Madeiře napadán stopkovýtrusnou houbou Laurobasidium lauri, která na jejich kmenech vytváří nápadné kyjovité plodnice. Příbuzný druh, Laurobasidium hachijoense, se vyskytuje v Japonsku, kde roste výhradně na skořicovníku japonském (Cinnamomum japonicum).

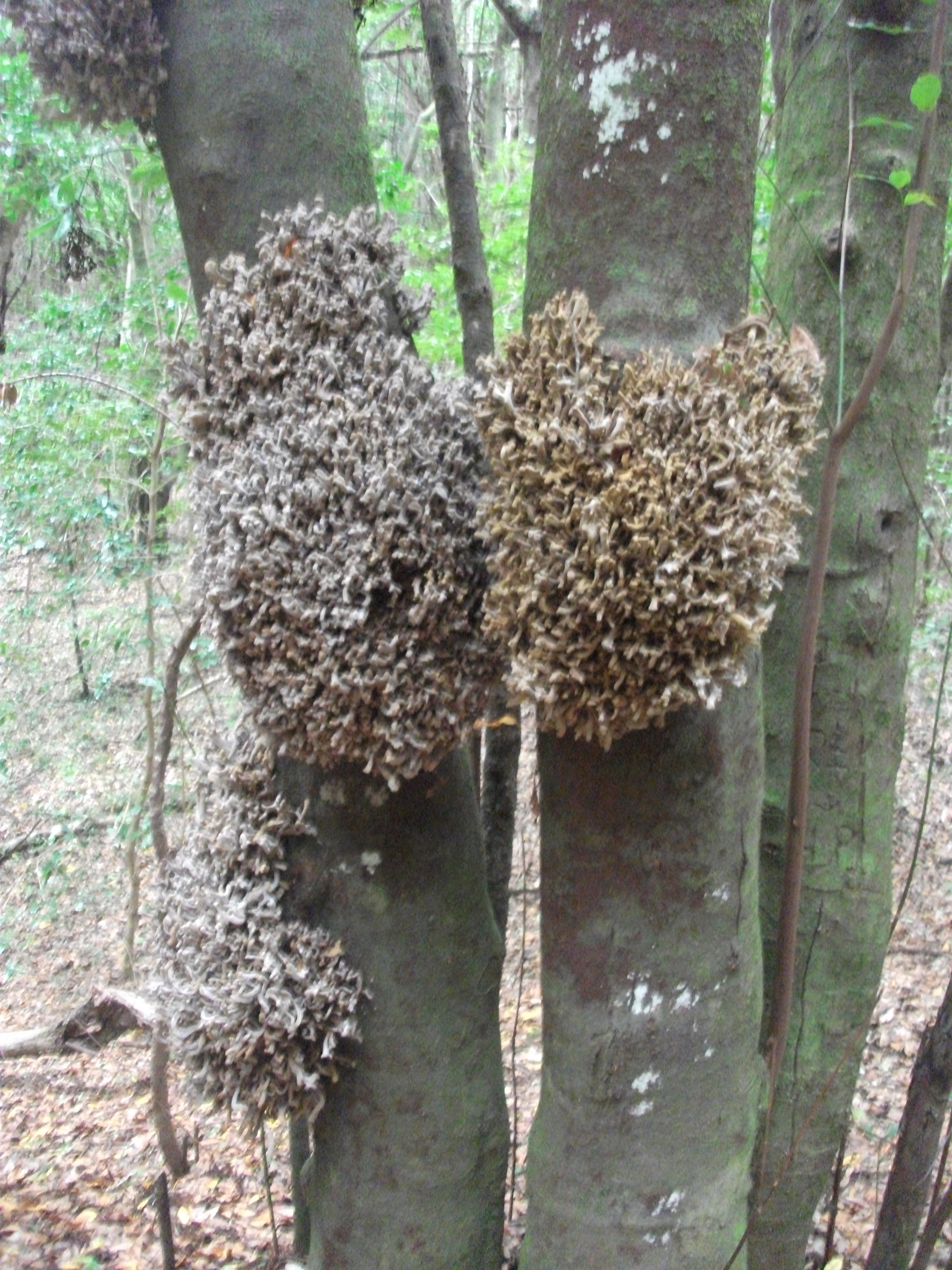
Houba Laurobasidium lauri na kmenech vavřínu kanárského
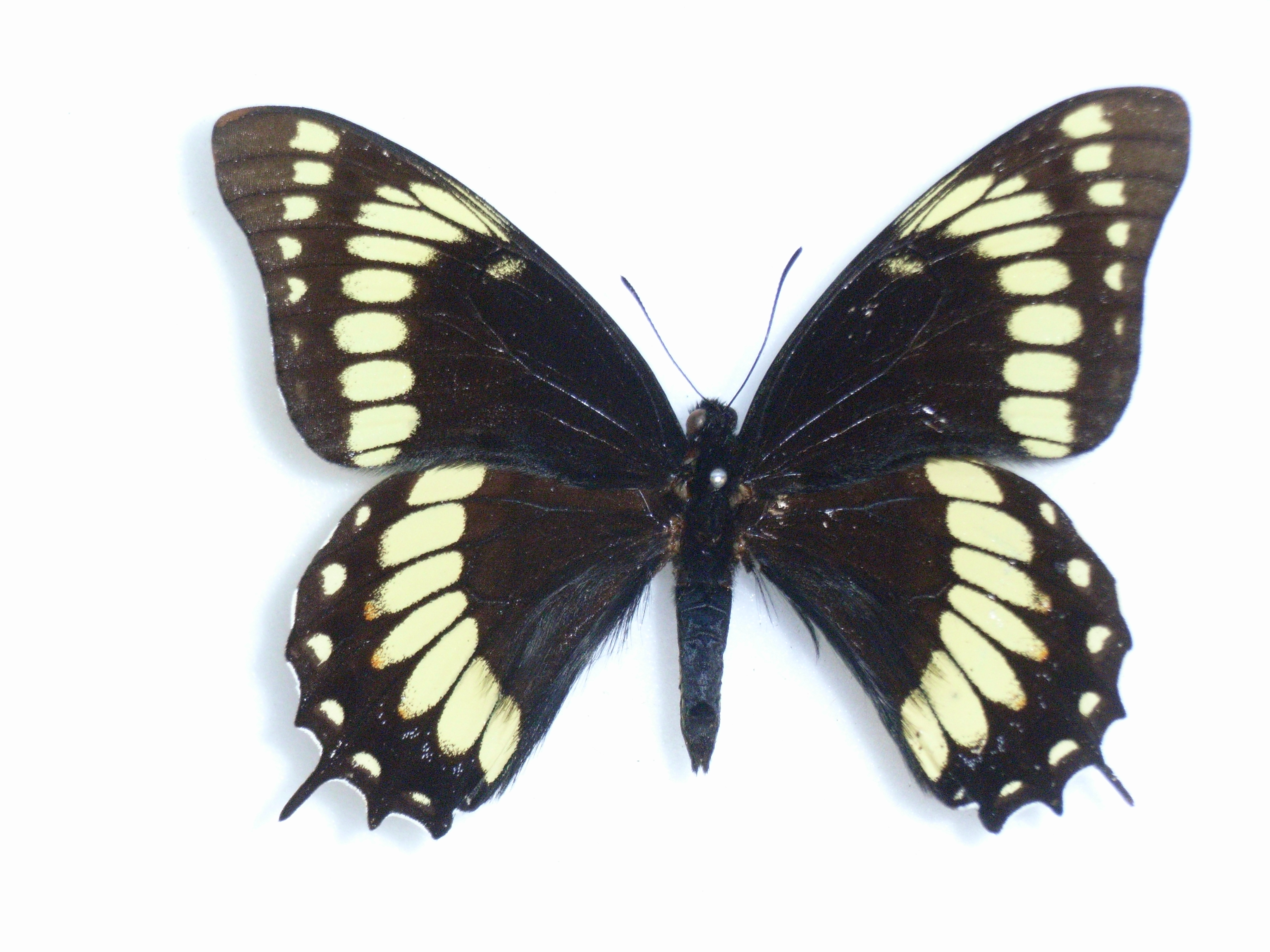
Jihoamerický otakárek Papilio scamander

## Prehistorie
Vavřín vznešený a makaronézské druhy se oddělily v období asi před 7 milióny let. Předek těchto taxonů z období miocénu byl popsán jako †Laurus abchasica. Jeho fosílie byly nalezeny i v Žitavské a Chebské pánvi.

## Taxonomie
Laurus nobilis byl popsán C. Linnéem již v roce 1753. Druh vavřín azorský byl popsán v polovině 19. století hned 2x, jednou jako Persea azorica a podruhé, o něco později, jako Laurus canariensis. Obě jména byla následně v roce 1960 zkombinována do názvu Laurus azorica. V roce 2002 pak byl od tohoto druhu oddělen Laurus novocanariensis jako samostatný druh.
V minulosti bylo do rodu Laurus řazeno velké množství druhů, které jsou v současnosti součástí jiných rodů čeledi Lauraceae.

## Zástupci
- vavřín azorský (Laurus azorica)
- vavřín kanárský (Laurus novocanariensis)
- vavřín vznešený (Laurus nobilis)

## Význam
Listy vavřínu vznešeného poskytují známé koření, bobkový list, které je oblíbené zejména v jihoevropské kuchyni. Olej ze semen se používá při výrobě mýdla.
V teplých krajích je vavřín vznešený pěstován jako okrasná dřevina. V České republice je možno jej pěstovat jako kbelíkovou rostlinu. Vyžaduje přes léto plně osluněné stanoviště a dobře propustnou půdu. V zimě jej lze umístit do skleníku nebo světlé chodby a omezit zálivku.
Vavřín je v různých částech světa používán jako léčivá rostlina. Má antibakteriální a antimykotické účinky, tlumí křeče a používá se jako tonikum, adstringens a sedativum aj.

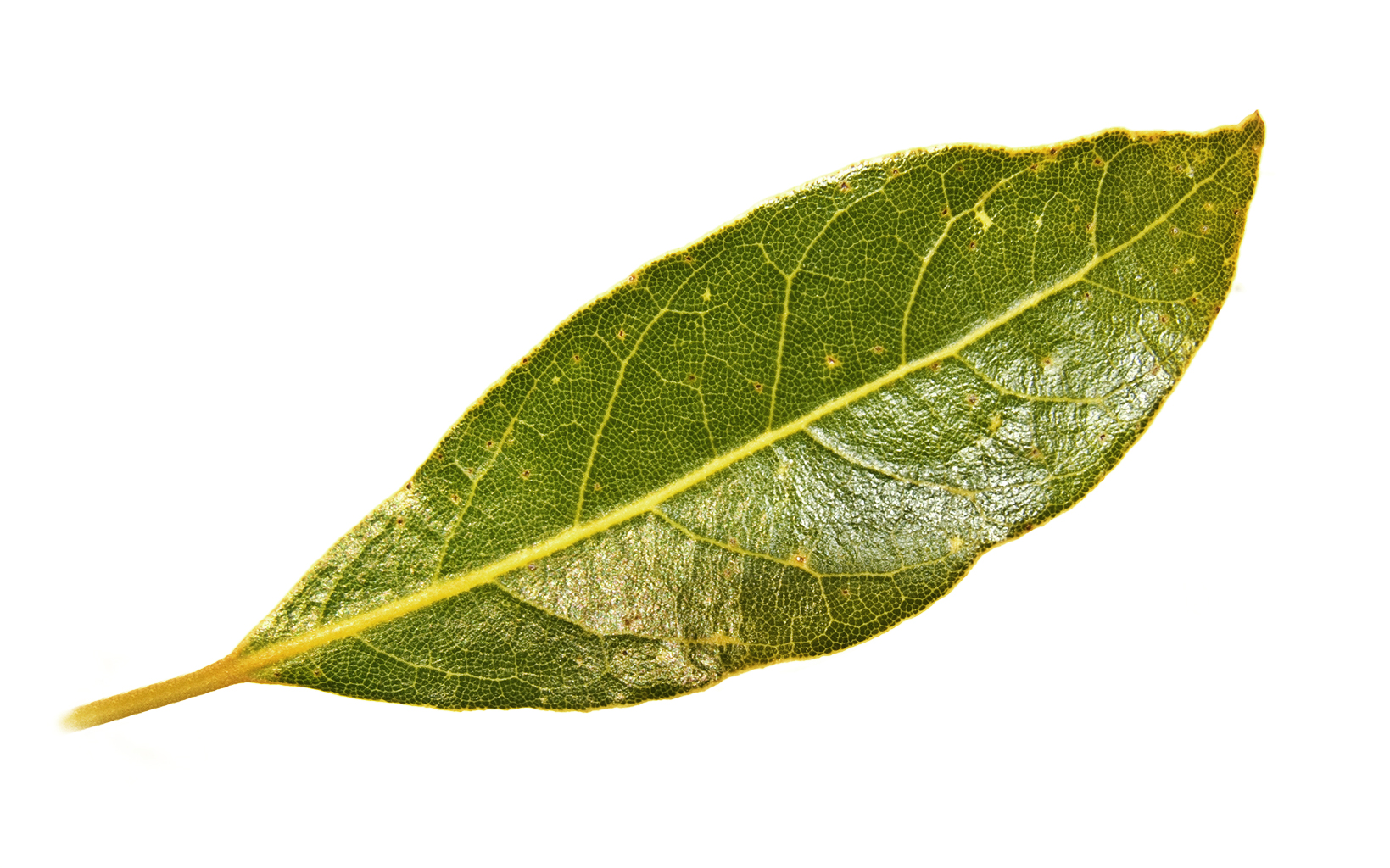
Bobkový list
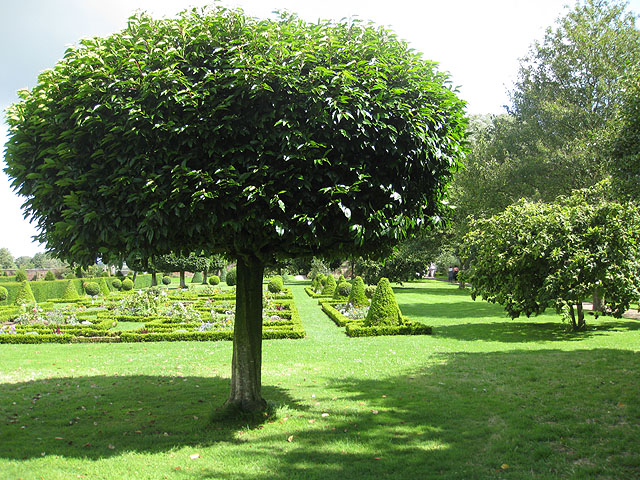
Vavřín vznešený
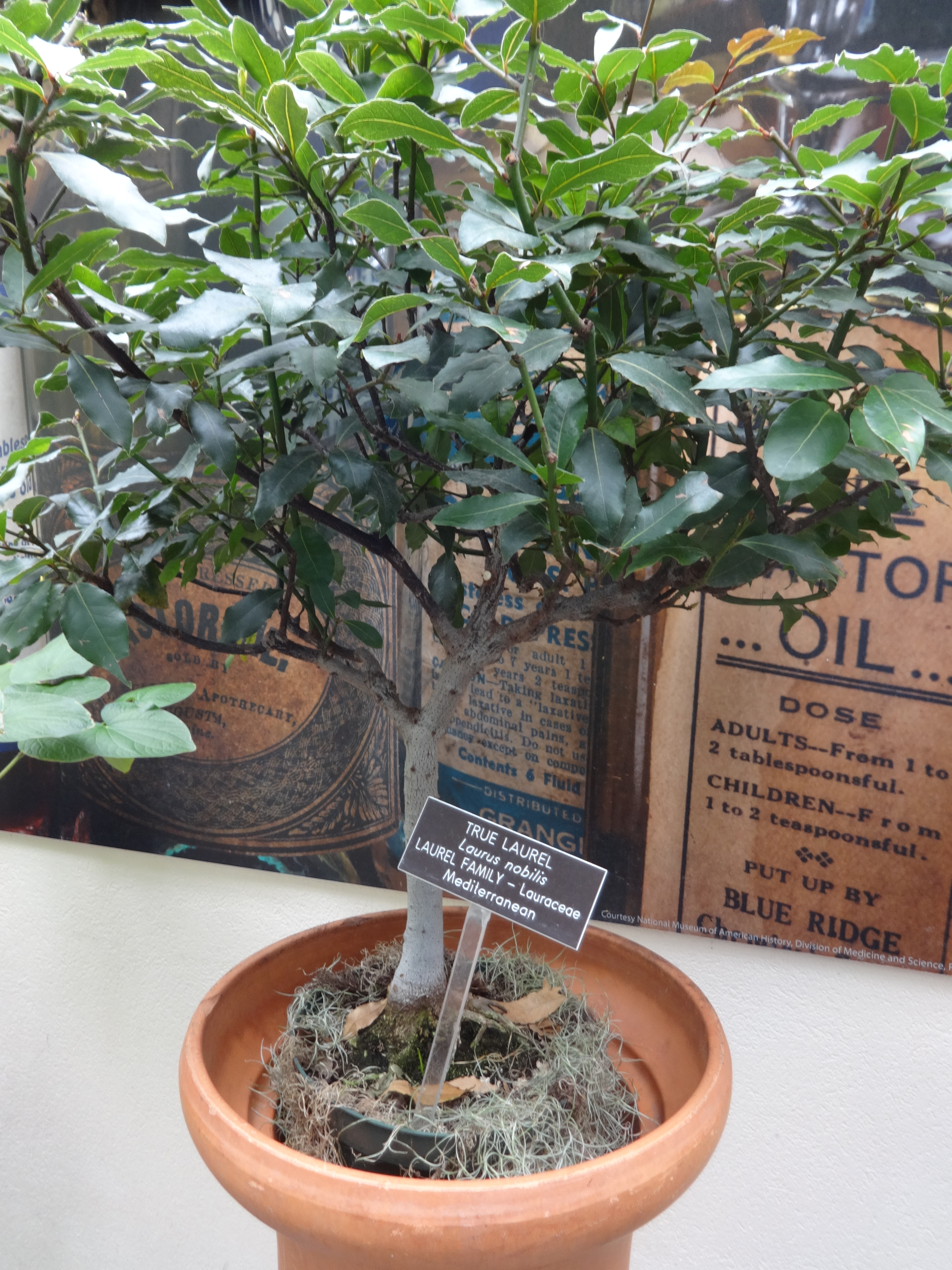
Vavřín vznešený jako kbelíková rostlina